# Grostenquin
Grostenquin – miejscowość i gmina we Francji, w regionie Grand Est, w departamencie Mozela.
Według danych na rok 1990 gminę zamieszkiwało 596 osób, a gęstość zaludnienia wynosiła 27 osób/km² (wśród 2335 gmin Lotaryngii Grostenquin plasuje się na 538. miejscu pod względem liczby ludności, natomiast pod względem powierzchni na miejscu 137.).